# Топкий Ржавец
Топкий Ржавец — посёлок в Болховском районе Орловской области. Входит в состав Новосинецкого сельского поселения. Население — 14 чел. (2010).

## География
Посёлок находится в северной части Орловской области, в лесостепной зоне, в пределах центральной части Среднерусской возвышенности.
Уличная сеть представлена одним объектом: Центральная улица.
Часовой пояс
Посёлок Топкий Ржавец, как и вся Орловская область, находится в часовой зоне МСК (московское время). Смещение применяемого времени относительно UTC составляет +3:00.
Климат близок к умеренно-холодному, количество осадков является значительным, с осадками даже в засушливый месяц. Среднегодовая норма осадков — 627 мм. Среднегодовая температура воздуха в Болховском районе — 5,1 °C.

## Население
Проживают (на 2017—2018 гг.) 11 жителей, 1 чел. — до 7 лет, 3 чел. — от 18 до 30 лет, 1 чел. — от 30 до 50 лет, 4 чел. — от 50 до 60 лет и 2 чел. — старше 60 лет.
| 2010 |
| ---- |
| 14   |

Гендерный состав
По данным Всероссийской переписи населения 2010 года в гендерной структуре населения мужчины составляют 50% (7 чел.), а женщины — 50% (7 чел.).

## Великая Отечественная война
Рядом с селом расположено воинское захоронение сержанта Зинаиды Михайловны Козловой, погибшей от случайного выстрела из автомата. 1918 (1921)-11.08.1943 гг.

## Транспорт
Через посёлок проходит автодорога федерального значения Р92.